# Oïdi de les cucurbitàcies
L'oïdi de les cucurbitàcies (Podosphaera fusca) és una espècie de fong ascomicot de l'ordre dels helotials (Helotiales) patogen de les plantes cucurbitàcies (cogombre, meló…).
Es combat amb sofre i altres fungicides.